# 欧陽歙
欧陽 歙（おうよう きゅう、? - 39年）は、後漢の儒学者・政治家。字は正思。楽安郡千乗県の人。

## 略歴
秦の博士・伏生から欧陽生（欧陽和伯）に『尚書』が伝えられて以来、欧陽歙までの8代に到り、みな博士となった。
欧陽歙は『尚書』を家伝の学問として修め、恭謙にして礼譲を好んだ。
王莽の頃に長社県の宰を務め、更始元年（23年）、劉玄（更始帝）が即位すると原武県の令となった。
劉秀（光武帝）が河北平定の折り、原武に到って欧陽歙の治績がすぐれていることを知り、河南都尉に遷し、後に行河南太守事とした。
建武元年（25年）、劉秀即位の時に河南尹となり、被陽侯に封ぜられた。建武5年（29年）、ある事件に坐して官を免ぜられた。
建武6年（30年）、揚州牧を拝命した。李憲の残党・淳于臨らが数千人を集めて揚州廬江の灊山に拠ったためこれを攻めたが勝てず、廬江の人・陳衆の説得により淳于臨を下した。欧陽歙は汝南太守に遷って賢人・俊才を登用し、その治績を称賛された。
建武9年（33年）、夜侯に封ぜられた。汝南郡で数百人に儒学を教授し、太守を務めること9年、建武15年（39年）に大司徒となったが、汝南において千余万銭を収賄した罪が発覚して獄につながれた。欧陽歙のために許しを請う学生は千余人にのぼり、自ら剃髪して欧陽歙の罪を詫びる者もいた。
平原郡の礼震という者は欧陽歙がまもなく死罪にされることを聞き、洛陽へ馳せ参じて自らを縄で縛り、欧陽歙の代わりに死罪に服することを願い出た。
礼震は上書して「我が師、欧陽歙は儒学の大家として8代にわたり博士となりましたが、収賄で死罪に処されようとしています。欧陽歙のひとり子は幼いため未だ『尚書』を修めず、欧陽歙が死ねばその学問は永久に断絶し、上は陛下が賢人を殺したとの譏りを受け、下は相伝されてきた学問の成果を儒学者が失います。私を殺して欧陽歙の命に代えて下さい」と述べた。
この書が上奏されたとき、欧陽歙はすでに獄死していた。汝南郡掾の陳元が再審を求める旨上書し、その言が到って真摯であったため、光武帝は欧陽歙に棺木・印綬・絹を下賜した。
欧陽歙の子の欧陽復が後を継いだが、欧陽復が子をなさずに死んだため、封地を除かれた。

## 伝記資料
- 『後漢書』列伝巻69上・儒林列伝
- 『後漢書』列伝巻2・李憲伝
- 『後漢書』本紀巻1下・光武帝紀